# Hermann Schrödter
Hermann Schrödter (* 1934) ist ein deutscher Religionsphilosoph.

## Leben
Schrödter wurde 1962 in der philosophischen Fakultät der Universität Frankfurt promoviert, 1971 habilitierte er sich für Religionsphilosophie. Er war von 1971 bis 2004 Professor für Religionsphilosophie am Institut für katholische Theologie der Goethe-Universität Frankfurt am Main.
Schrödter ist der philosophische Doktorvater des Theologen Linus Hauser.

## Werke (Auswahl)
- Privatio: Eine Untersuchung zu den Hintergründen der Ontologie des Mittelalters. Diss., Frankfurt 1962
- Philosophie und Religion: die Religionswissenschaft Bernard Bolzanos. Monographien zur philosophischen Forschung Bd. 93, Habil., Hain, Meisenheim/Glan 1972
- Die Religion der Religionspädagogik, Benziger Verlag, Zürich / Einsiedel / Köln 1975
- Analytische Religionsphilosophie, Alber Verlag, Freiburg / München 1979, ISBN 3-495-47408-0
- Erfahrung und Transzendenz: ein Versuch zu Anfang und Methode von Religionsphilosophie, CIS-Verlag, Altenberge 1987, ISBN 3-88733-073-0

Herausgeber
- Die neomythische Kehre: aktuelle Zugänge zum Mythischen in Wissenschaft und Kunst. Königshausen und Neuman, Würzburg 1991, ISBN 978-3-88479-550-7
- Das Verschwinden des Subjekts, Königshausen & Neumann, Würzburg 1994, ISBN 3-88479-959-2